# Asma Akkari
Asma Akkari, née en 1986, est une athlète tunisienne. 

## Biographie
Asma Akkari est médaillée de bronze du saut à la perche aux championnats d'Afrique 2002 à Radès. 